# FSI

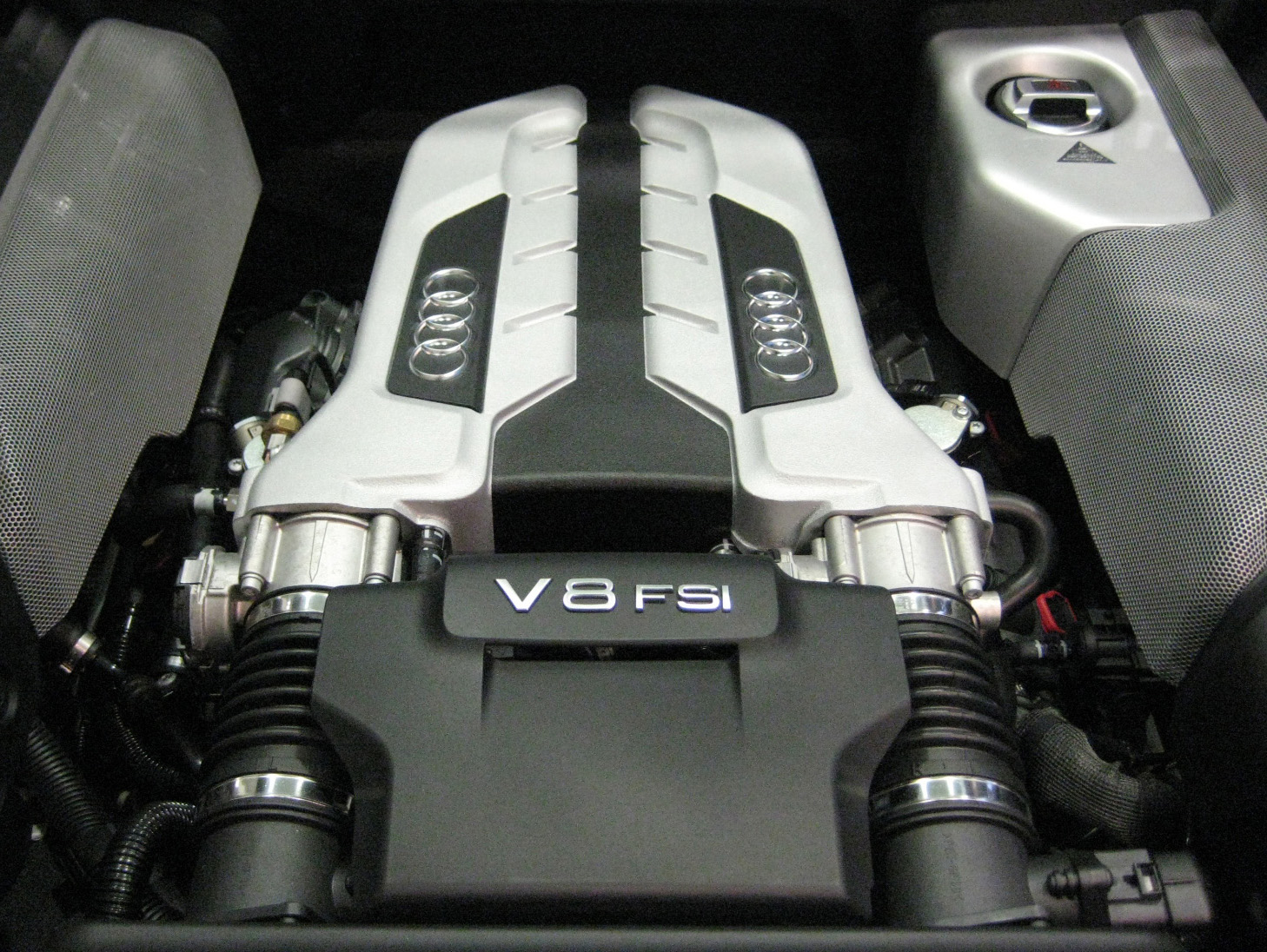
Motor V8 FSI de un Audi R8.

FSI son las siglas de Fuel Stratified Injection (FSI) (en castellano, "Inyección Estratificada de Combustible") y es una tecnología aplicada a motores alimentados por gasolina utilizados en automoción que aumenta su potencia y su par motor, y los hace un 15% más económicos, a la vez que reduce las emisiones contaminantes. Ha sido concebida por la marca alemana Bosch.
En dichos motores, el combustible es inyectado directamente en las cámaras de combustión por unos inyectores situados en un lado del cilindro, los cuales reciben la gasolina gracias a una bomba de alta presión accionada por el árbol de levas y a un sistema common rail (conducto común). Estos dosifican el combustible con una presión que puede llegar hasta 110 bares (1600psi).
En esta situación, el aire aspirado en la etapa de admisión va forzosamente hacia las cámaras de combustión y la cabeza de cada pistón. En función de la posición de la válvula de mariposa de admisión de aire, el motor dispone de dos diferentes modos de funcionamiento, que son la clave definitiva para la versatilidad que proporciona el sistema FSI: la alimentación por mezcla homogénea o estratificada.
Según la situación de carga del motor y la posición del acelerador, la electrónica del motor activa la modalidad más conveniente en un momento dado, sin que el conductor lo note ni tenga que intervenir.
En un sistema convencional de inyección, el colector alimenta constantemente la mezcla a presión con 14,7 partes de aire por una de gasolina. El motor emplea esta mezcla homogénea cuando el conductor solicita mucha potencia.
En condiciones de máxima carga o elevado régimen, el combustible es inyectado en sincronía con la fase de admisión, y las cámaras de combustión son llenadas de forma homogénea con la mezcla que hará explosión.
Gracias a la gran precisión de la inyección, a la finísima pulverización del combustible y a la refrigeración interna cuando se difumina el combustible en la cámara de combustión, el motor FSI permite una compresión más elevada que los motores con inyección convencional en el colector, lo que proporciona más efectividad termodinámica.
Esto quiere decir que, alimentándolo homogéneamente, el motor consume menos combustible y le permite contar con más potencia.

## Modos de operación
Las principales ventajas de un motor de FSI son el aumento de la eficiencia del combustible y de la potencia. Los niveles de emisión también puede ser controlados con mayor precisión con el sistema GDI. Los citados son los beneficios obtenidos por el control sobre cantidad de combustible y los tiempos de inyección, que varían de acuerdo a las condiciones de carga. Además, no hay pérdidas de la regulación en algunos motores FSI, en comparación con los sistemas tradicionales de inyección de combustible.
La velocidad de giro del motor está controlado por el sistema de gestión del motor (EMS), regulada en función de la inyección de combustible y el encendido estático, lo cual requiere una considerable mejora de su procesamiento y memoria. Este sistema, que está continuamente operativo, selecciona el modo de operación idóneo en función de las condiciones de carga del motor:
- Combustión con mezcla pobre: el EMS selecciona este modo cuando las condiciones de carga del motor requieren poca o nula aceleración. El combustible es inyectado en las últimas fases de la etapa de compresión, de modo que se encuentra muy cerca de la bujía, mientras que en el resto de la cámara se encuentra el aire aspirado. Debido a esto, a la posición en diagonal de la mariposa de admisión y al diseño de la cabeza del pistón, el aire ha experimentado un impulso de rotación orbital, denominado en inglés "tumble". Este curioso movimiento es lo que permite realizar la estratificación de la mezcla en la cámara de combustión. La combustión tiene lugar en un toroidal (en forma de donut) en una cavidad de la superficie del pistón. Esta técnica permite el uso de mezclas extremadamente precisas imposibles de obtener mediante carburadores convencionales, empleando ratios de aire-combustible en la mezcla de 14'7:1.

- Combustión para plena potencia: el EMS conmuta a esta modalidad en condiciones de alta o máxima carga. Se inyecta una mezcla más rica de aire-combustible en los cilindros para evitar que el motor pierda rendimiento y garantizar un funcionamiento uniforme por parte de éste, sin "golpes" bruscos.

### Relacionado
- TSI
- TFSI